# Louis Ventre de la Touloubre
Louis Ventre de la Touloubre (1706-1767) fue un jurisconsulto y escritor de Francia.

## Biografía
Touloubre nació en Aix, de una familia dedicada a la magistratura, como padre al cónsul de Aix, Gaspard Ventre, Señor de la Touloubre y como madre a Charlotte de Gazille, y destinado a la abogacía, de joven cultiva la poesía y recibe varios premios académicos, siendo muchas de sus piezas impresas en diversa recopilaciones.
En 1732, Touloubre, es nombrado por el rey profesor de derecho francés en la universidad de Aix, y en 1734, laboró en el oficio de substituto del procurador general en el Parlamento.
Posteriormente, Touloubre, compartió el estudio de las leyes con la literatura, y se distinguió en las dos carreras, pero finalmente abandonó el templo de las musas por el de Temis.
En 1738, Touloubre, compone una «Oda sobre la imaginación», coronada por la academia de los Juegos Florales de Toulouse , y publica aun un poema sobre «El sacrificio de Abraham», mas fueron los últimos trabajos literarios, dedicándose más tarde enteramente a la abogacía, dejando las siguientes obras: una sobre las obras del jurisconsulto de Aix y cónsul de su villa natal Scipion de Perier (1588-1667), precedida de una reseña biográfica de Perier, una recopilación de actas notorias dadas por los abogados y procuradores generales en el Parlamento de Provenza derecho particular, con ejemplos, decisiones y máximas aclatorias, una obra estimable sobre jurisprudencia feudal de la Provenza y Languedoc, un comentario sobre los estatutos de la Provenza y una de derecho marítimo. También dejó escrita una obra de historia de la nobleza de la Provenza.
Toulobre fue un hombre estudioso y un jurisconsulto profundo, y falleció en su patria al regreso de un viaje que hizo a Italia el 3 de septiembre de 1767.
Touloubre, tuvo un hijo, abogado en su villa natal Aix y literato en París, Felix Luis Ventre de la Touloubre Montjoie (1746-1816), quien trabajó en 1790 en el «Año literario», posteriormente en el diario «El amigo del rey», defensor de Luis XVI de Francia, proscrito en 1793 por el Comité de Salud Pública; posteriormente publica artículos literarios en el «Diario general de Francia» y fue profesor de retórica. Alguna de sus obras, las siguientes: «Divertessement national», París, 1781; «Des Principes de la Monarchie française», París, 1789, 2 vols.; «Reponse aux reflexions de M. Necker sur le proces de Louis XVI», París, 1798; «Almanach de gens de bien pour les annes 1794, 1795 et 1796», 3 vols., «Histoire de la conjuration de Maximilien Robespierre», París, 1796, 3 vols, «Eloge historique et funebre de Louis XVI», Neuchatel, 1796, «Histoire de Marie Antoinette», París, 1814, 2 vols., «Histoire de la Revolution de France», 2 vols., «Histoire des quatre espagnols», 1805, 6 vols, «Les Bourbons», París, 1815.

## Obras
- Ode sur l'imagination, 1738.
- Le Sacrifice d'Abraham
- Histoire heroïque et universelle de la Noblesse de Provence, Aviñón, 1757-59, 2 vols.
- Les oeuvres de Scipion du Perier, 1760, 3 vols., in-4ª.
- Recueil des actes de notoriete, 1756-72, in-8º.
- Collection de jurisprudence sur les materies féodales et les droits seigneuriaux, Aviñón, 1773, 2 vols.
- Commentaire sur les statuts de Provence
- Droit maritime